# Hostákov
Hostákov (německy Hostakow) je část městyse Vladislavi. Podstatná část jeho katastrálního území spadá do přírodního parku Třebíčsko. Ve vesnici žije 187 obyvatel.

## Geografická charakteristika
Hostákov se rozprostírá v mělkém údolí. Nadmořská výška zastavěného území obce se pohybuje mezi 450–465 m n. m. Na východě se zvedá mírný kopec Rakovská hora dosahující 474 m. Dál na východ terén prudce klesá do údolí Mlýnského potoka (425–430 m n. m.); jeho pravý břeh již náleží území obce Smrku. Na jih od Hostákova je kopec Křemel (493 m n. m.) se základnovou převodní stanicí.
V katastru obce je několik rybníků; těmi největšími jsou: Podlesní a Salák na severozápadě, Záhumenice na severovýchodě a dvojice rybníků Velká a Malá Štěpnice na jihozápadě. Obcí protéká stejnojmenný Hostákovský potok (asi 2,7 km dlouhý). Ten je přítokem Mlýnského potoka. Mlýnský potok pak ve Vladislavi odevzdává vody Jihlavě.
Z geologického hlediska leží Hostákov na podloží tvořeném horninami třebíčského masivu. V okolí vrchu Křemel se dále vyskytují vložky erlanů, které byly v minulosti předmětem ověřování wolframového zrudnění. Hostákov je známou lokalitou ametystu vyskytujícího se na málo mocných křemenných žilách v jižním a východním okolí obce.
S Vladislaví je Hostákov spojen silnicí č. III/39018. Na Třebíč vede silnice č. III/39017; ta pokračuje do Valdíkova, kde se s ní slučuje silnice č. III/39016, a dál vede až ke křižovatce se silnicí č. II/390 v Náramči. Obě hostákovské silnice se na jihu spojují se silnicí č. I/23.

## Historie

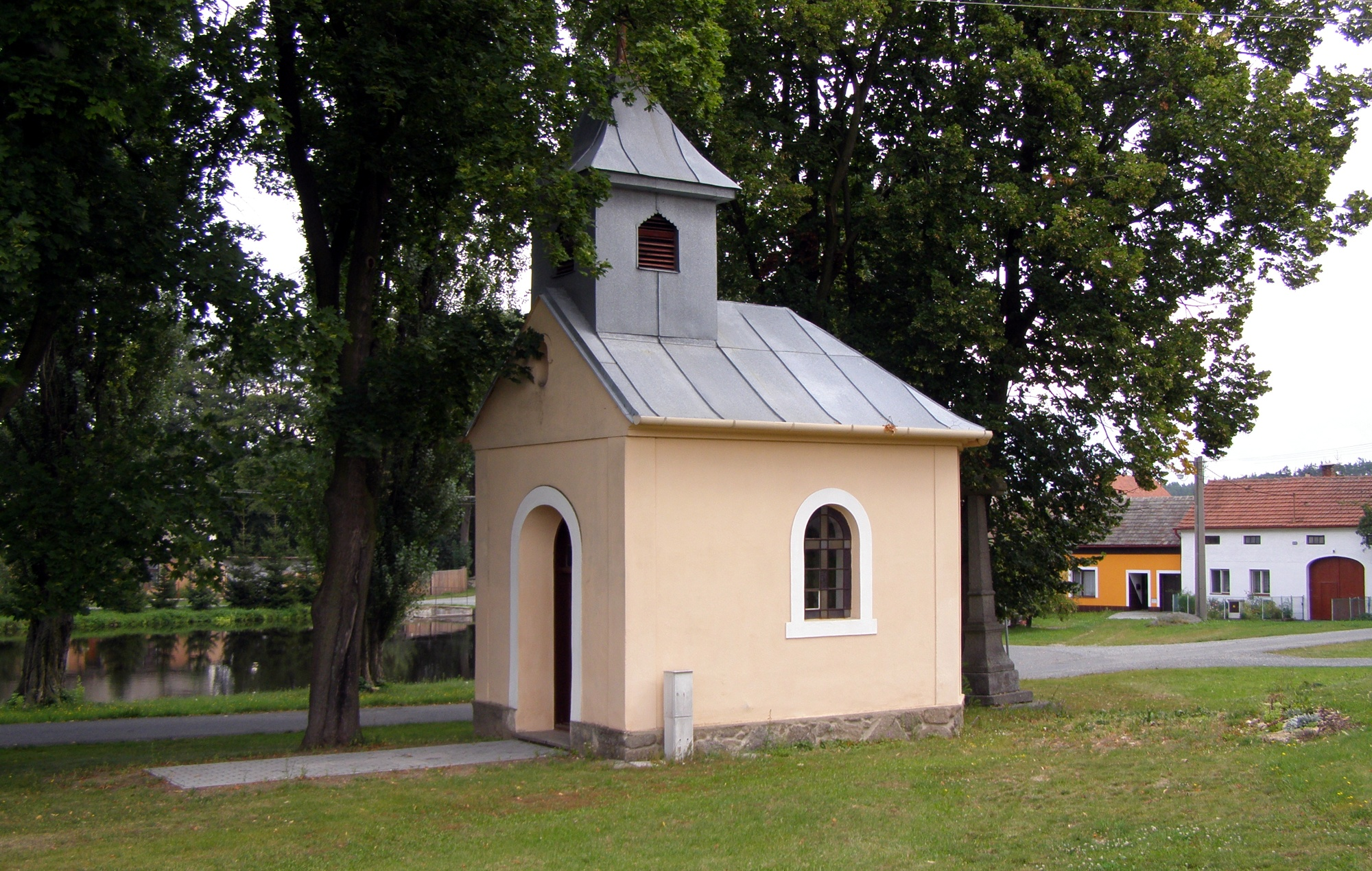
Hostákovská kaple

Hostákov náležel k prvotnímu nadání třebíčského benediktinského kláštera. Světským držitelům byl zastaven v 15. století. V Hostákově pak seděl rod vladyků z Hostákova. Jejich tvrz stávala snad na trati „Na Hrádku“ na kopečku při cestě k Opatskému mlýnu. Rod se psal buď „z Arklebic a Hostákova“ nebo „Hostákovský z Arklebic“; znakem měli štít protnutý středem jednou vodorovnou čárou, klenotem bylo křídlo.
Hostákov míval svou školu. Zřízena byla roku 1877 jako jednotřídní, a to na kraji vesnice při cestě na Třebíč. V roce 1980 byla v této škole výuka ukončena a žáci začali docházet do základní školy do Vladislavi. V roce 2021 bude rekonstruováno okolí základní školy, jde o druhou část rekonstrukce, kdy interiéry byly rekonstruovány v dřívějších letech.
Do roku 1867 byla obec osadou obce Vladislav, od roku 1867 do roku 1901 osadou obce Valdíkov a od roku 1964 je opět osadou obce Vladislav.
| Rok            | 1869 | 1880 | 1890 | 1900 | 1910 | 1921 | 1930 | 1950 | 1961 | 1970 | 1980 | 1991 | 2001 |
| -------------- | ---- | ---- | ---- | ---- | ---- | ---- | ---- | ---- | ---- | ---- | ---- | ---- | ---- |
| Počet obyvatel | 223  | 232  | 229  | 245  | 262  | 247  | 243  | 237  | 257  | 250  | 270  | 217  | 193  |

## Obecní správa
Mezi lety 1850 a 1901 k obcí patřil Valdíkov.

## Osobnosti
- Jaroslav Krčál – pedagog a spisovatel
- Jaromír Doležal – překladatel a spisovatel

## Pamětihodnosti
- Tvrz Hostákov